# Dobra, Hạt Łobez
Dobra [ˈdɔbra], còn được gọi là Dobra Nowogardzka (tiếng Đức: Daber), là một thị trấn thuộc hạt Łobez, West Pomeranian Voivodeship, Ba Lan, với 2.046 cư dân (2004).
Trước năm 1945, khu vực này là một phần của Đức. Sau Thế chiến II, người dân bản địa Đức bị trục xuất và thay thế bằng người Ba Lan. Đối với lịch sử của khu vực, xem Lịch sử của Pomerania.